# Mount Saint Elias
Mount Saint Elias är det näst högsta berget i både USA och Kanada, berget är beläget på gränsen mellan Alaska och Yukon. USA:s sida av berget ligger i Wrangell-St. Elias nationalpark, medan den kanadensiska delen av berget är en del av Kluane nationalpark. Berget ligger ungefär 4 mil sydväst om Mount Logan, det högsta berget i Kanada.
Namnet på Tlingit är Yaas'éit'aa Shaa, som betyder "berget vid Icy Bay", och kallas också ibland Shaa Tléin "Stora berget" av Yakutat Tlingit. Det var en av de viktigaste bergstopparna för Kwaashk'khwáan-klanen eftersom de använde den som en vägvisare på sina resor ner till Copper River (kopparfloden).
Berget blev upptäckt av europeiska upptäcktsresande 16 juli 1741 av Vitus Bering. Vissa historiker menar att berget fick sitt namn av Bering, medan andra tror att 1700-talets kartografer gav berget sitt namn efter Kap Elia som Bering namngav, Bering avseglade den 21 juli, dagen efter Elias dag.
Mount Saint Elias utmärker sig genom att vara den högsta toppen som ligger så nära havet; berget reser sig upp till toppen på bara 16 kilometer från botten av Taan Fjord, en del av Icy Bay. Detta ger berget stora vertikala lutningar upp mot toppen, jämförbart med Denali eller bergen i Himalaya. De stora lutningarna gör att glaciärer glider snabbt ner och når havet och kalvar isberg, en av få ställen utanför Antarktis eller Grönland det förekommer.

## Historia
Mount Saint Elias bestegs första gången 31 juli 1897 av en expedition ledd av Luigi Amadeo di Savoia, (han skapade också den nuvarande standardrutten upp till K2:s topp) och bergsfotografen Vittorio Sella.
Den andra bestigningen av Mount Saint Elias skedde inte förrän 1946, när en grupp från Harvard Mountaineering Club kom upp till toppen efter att ha bestigit berget från den sydvästra sidan.